# Bradwell, Norfolk
Bradwell är en civil parish i Storbritannien.   Den ligger i grevskapet Norfolk och riksdelen England, i den sydöstra delen av landet, 170 km nordost om huvudstaden London. Arean är 9,7 kvadratkilometer.
Terrängen i Bradwell är mycket platt.